# Isoaltitud
La palabra "isoaltitud" significa "con la misma altitud" y se usa en Geografía y otras disciplinas para referirse por ejemplo a algunos tipos de relieve en los que la mayoría de sierras las altitudes son muy similares. De forma figurada y poética se usa la expresión "mar de cumbres" para este fenómeno. En el relieve plegado se suele producir la isoaltitud.
- Datos: Q5922735